# Flaminius lesnei
Flaminius lesnei is een keversoort uit de familie Passalidae. De wetenschappelijke naam van de soort is voor het eerst geldig gepubliceerd in 1934 door Hincks.